# Rosa Peris
Rosa María Peris Cervera Benaguacil (Valencia) 25 de febrero de 1969, es una abogada y política española del PSPV-PSOE. Fue diputada en el Congreso en la VII Legislatura de 2000 a 2004 y Directora del Instituto de la Mujer de 2004 a 2009. En abril de 2012 fue elegida secretaria de Igualdad del PSPV-PSOE. Desde junio de 2015 es diputada en las Cortes Valencianas.

## Trayectoria profesional y política
Licenciada en derecho por la Universidad de Valencia ejerció durante 6 años como abogada laboralista.
En 1999 fue concejala de Benaguacil por el PSPV-PSOE hasta 2003.
En el año 2000 fue elegida diputada por la circunscripción de Valencia en las elecciones generales donde fue portavoz adjunta de la Comisión Mixta para la Unión Europea.
En mayo de 2004 fue nombrada directora del Instituto de la Mujer donde destacó por el impulso a las políticas de igualdad y su trabajo con las organizaciones de mujeres y el movimiento feminista. Ocupó el cargo hasta el 30 de diciembre de 2009 y fue relevada por la diputada socialista Laura Seara.
En abril de 2012 fue elegida secretaria de Igualdad del PSPV-PSOE en la ejecutiva liderada por Ximo Puig.
En 2014 fue coordinadora del equipo de Ximo Puig en la campaña para las elecciones primarias para liderar el partido.
En las elecciones a las Cortes Valencianas de mayo de 2015 ocupó el puesto número 5 en la lista de Valencia y fue elegida diputada autonómica. Tomó posesión en junio de 2015; también fue elegida concejala del municipio de Benaguacil, acta a la que renunció en septiembre de 2015.